# لين مورغان
لين مورغان (بالإنجليزية: Len Morgan)‏ هو طيار أمريكي، ولد في 23 مارس 1923 في إنديانا في الولايات المتحدة، وتوفي في 11 مارس 2005.